# Buthus boussaadi
Espèce
Buthus boussaadi est une espèce de scorpions de la famille des Buthidae.

## Distribution
Cette espèce est endémique d'Algérie. Elle se rencontre vers Bou Saâda.

## Description
La femelle holotype mesure 78,3 mm et le mâle paratype 63,5 mm.

## Étymologie
Son nom d'espèce lui a été donné en référence au lieu de sa découverte, Bou Saâda.

## Publication originale
- Lourenço, Chichi & Sadine, 2018 : « A new species of Buthus Leach, 1815 from the region of Bou Sâada-M’sila, Algeria; A possible case of vicariance for the genus (Scorpiones: Buthidae). » Revista Ibérica de Aracnología, no 32, p. 15-20.